# Прага BH-111
Прага BH-111 (чеш. Praga BH-111) је био чехословачки спортскo-туристички, једномоторни авион пројектован и направљен посебно за учешће на европском такмичењу туристичких авиона Challenge 1932. Био је то двосед нискокрилац мешовите конструкције.

## Пројектовање и развој
Авион Прага BH-111 су пројектовали инжењери Павел Бенеш и Мирослав Хајн, отуда и BH у његовом називу (почетна слова њихових презимена). Њих двојица су имали богато искуство у пројектовању моноплан авиона (једнокрилаца).
Први једнокрилац кога су пројектовали био је Авија BH-1 још 1920. године а затим следи читави низ нискокрилаца моноплана који су пројектовани и направљени у периоду од 1920 до 1924. док су Бенеш-Хајн радили за Авију: BH-3, BH-4, BH-5, BH-9, BH-10, BH-11, BH-12 и BH-16.
Ово је сада била згодна прилика да се огледају у овој области после десетак година. Кад су почели да пројектују моноплан авионе они су били пионири у тој области али после 10 година на Challenge 1932. моноплани више нису били реткост. Код пројектовања новог авиона, као мустра им је послужио авион Авија BH-11, што се да наслутити и према ознаци новог авиона BH-111. Произведено је само три авиона Прага BH-111, пре свега намењени такмичењу и успут реклами, носили су регистрације OK-BAH, OK-BEH и OK-BIH.
Ово је био последњи авион који су заједнички пројектовали инжењери Павел Бенеш и Мирослав Хајн. Након овога М.Хајн се због болести повукао из посла и преселио  у Праг.

## Технички опис
Нискокрилни моноплан мешовите конструкције, крило са кратким подупирачима и жицом.
Носећа структура авиона је направљена од челичних заварених цеви као просторна решеткаста конструкција. Предњи део трупа, мотор, поклопац мотора па све до почетка пилотске кабине је обложен алуминијумским лимом а остатак трупа је прекривен платном. Кабина је имала два седишта у тандему, са дуплим командама, под заједничком вишеделном надстрешницом. Са обе стране трупа  на предњем делу кабине били су постављени бочни прозори кроз које је пилот имао добар преглед испред авиона. Највећи део трупа
је правоугаоног попречног пресека са заобљеном горњом страницом трупа. На предњој страна кљуна се налази отвор за улазак расхладног ваздуха мотора.
Погонска група се сасојала од 4-то цилиндарског, линијског, ваздухом хлађеног, мотора de Havilland "Gipsy III" снаге 81 kW (112 KS), и двокраке металне вучне елисе променљивог корака на земљи. Овај мотора кад су му истекли ресурси (1934.) заменио је мотор Walter Junior такође 4-то цилиндарски, линијски, ваздухом хлађени, снаге 88,2 kW (120 KS).
Правоугаона крила са елипсасто заобљеним крајевима, дрвене конструкције, покривена платном. Крила су била жичаним затезачима учвршћена и са горње и доње стране. Елерони су као и крила били дрвене конструкције обложени платном. Крила су се склапала уназад, преклопним крилом (крилне конзоле су биле опремљене шаркама и преклапане су дуж трупа). Са преклопљеним крилом, летелица је превожена на приколици иза аутомобила. А приликом смештаја у хангар таква летелица је заузимала минималан простор.
Репне површине и кормила су израђени од дрвета и фиксни део обложен фурниром, а покретни део платном .
Фиксни стајни трап са две независне ноге са точковима и задњим клизачем (еластичном дрљачом). Ноге главног трапа са точковима су били обложени са аеродинамичким поклопцима.

## Верзије
Произведена су три истоветна прототипа овог авиона.

## Оперативно коришћење
Сва три авиона су учествовала у Челенџу 1932 . Заузели су просечна места, 16. (Јозеф Кала) и 21. (Франтишек Клепш) за 43 авиона. Трећи пилот Карел Мареш није завршио. У техничкој оцени, БХ-111с је постигао 4. резултат од 17 типова авиона који су учествовали у изазову.
После Челенџа, коришћени су као туристички авиони у аеро клубовима. Године 1935. учествовали су на релију у Италији, заузевши 5. и 27. место у конкуренцији 77 посада.

## Земље које су користиле авион
- Чехословачка